# Відкриття поверхні речовини
Відкриття (поверхні речовини) (рос. вскрываемость, англ. unveiling, нім. Offenheit f) – при збагаченні корисних копалин - відкриття корисної компоненти – утворення в процесі дроблення і подрібнення зростків корисної компоненти з породою в яких корисна компонента частково має вільну поверхню. Таке відкриття золота та деяких інших металічних корисних компонентів достатнє для гідрометалургійного переділу сировини.